# Krukówek
Krukówek – wieś w Polsce położona w województwie podlaskim, w powiecie suwalskim, w gminie Raczki.
W latach 1780–1830 dzierżawiona jako kolonia emfiteutyczna przez rodzinę Eysymonttów.
W latach 1975–1998 miejscowość administracyjnie należała do województwa suwalskiego.
W 2015 roku odkryto w pobliżu wsi najbogatsze i najcenniejsze średniowieczne cmentarzysko plemienia Jaćwingów.

## Osoby związane z Krukówkiem
- Adolf Eysymontt – powstaniec 1863
- Leopold Eysymontt – oficer wojsk polskich i publicysta